# Ian Hacking

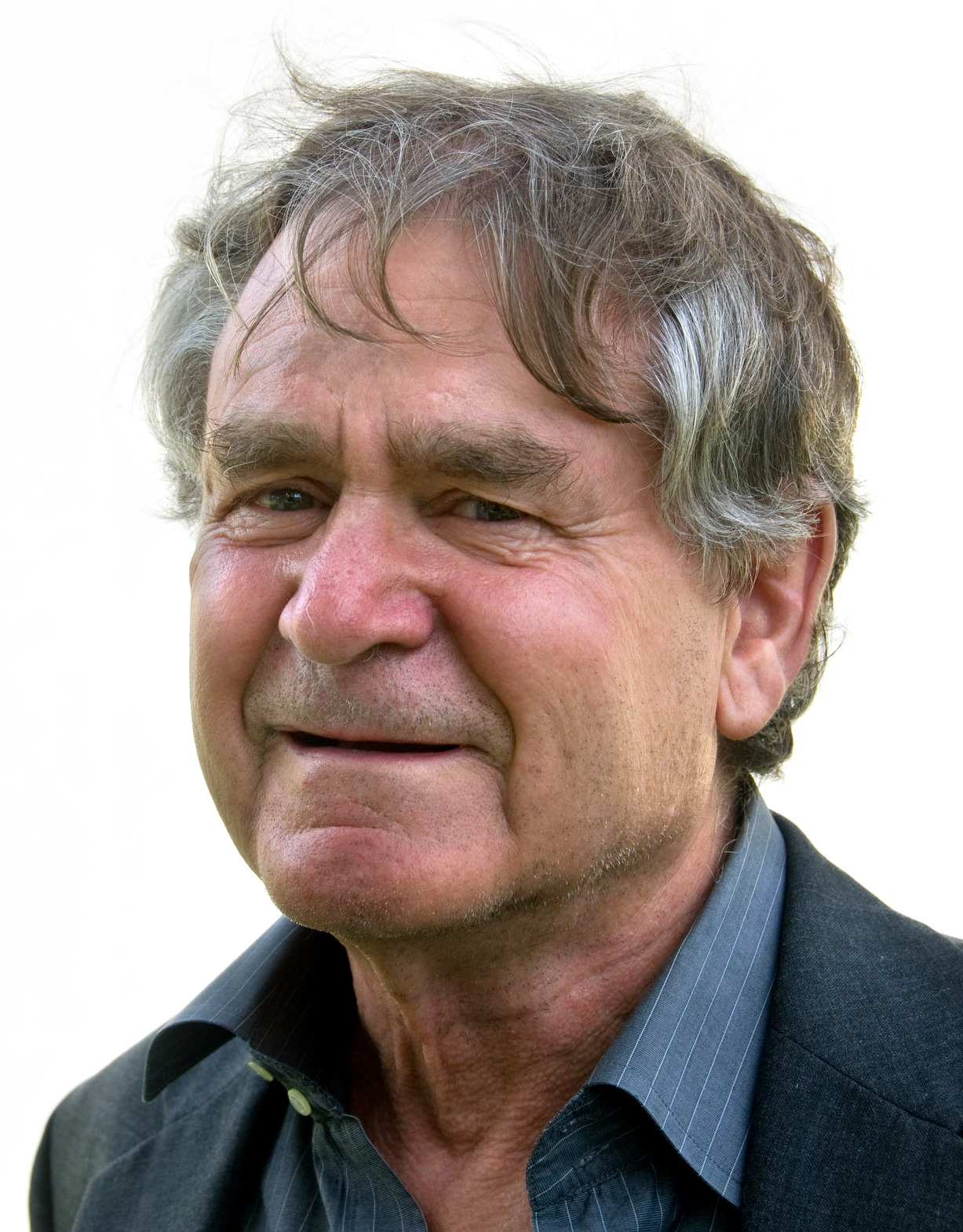
Ian Hacking (2009)

Ian MacDougall Hacking, CC (* 18. Februar 1936 in Vancouver, British Columbia; † 10. Mai 2023 in Toronto, Ontario) war ein kanadischer Wissenschaftstheoretiker und Sprachphilosoph, der viel rezipierte Beiträge zur Realismus-Debatte in der Wissenschaftsphilosophie verfasst hat.

## Leben
Hacking studierte an der University of British Columbia (BA-Abschluss 1956) und am Trinity College, University of Cambridge (1958). In Cambridge promovierte er 1962, seine Arbeit wurde von Casimir Lewy, einem Schüler von G. E. Moore, betreut.
Er begann seine Karriere in der Lehre als „instructor“ an der Princeton University 1960 und wechselte schon ein Jahr später als „assistant professor“ an die University of Virginia. Nach einem Forschungsaufenthalt als „research fellow“ in Cambridge von 1962 bis 1964 übernahm er einen Lehrauftrag an der University of British Columbia, zunächst als „assistant professor“ und dann als „associate professor“ bis 1969. In diesem Jahr wurde er als „lecturer“ nach Cambridge berufen, bis er 1974 an die Stanford University wechselte. Ein Forschungsaufenthalt brachte ihn 1982–1983 ans Zentrum für interdisziplinäre Forschung (ZiF) der Universität Bielefeld. Hacking wurde schließlich 1983 zum Professor of Philosophy an der University of Toronto berufen und heiratete im selben Jahr die Philosophin Judith Baker. 1991 ernannte ihn die University of Toronto zum „University Professor“. Von 2001 bis 2006 war er Inhaber des Lehrstuhls für Philosophie und Geschichte wissenschaftlicher Begriffe (Philosophie et histoire des concepts scientifiques) am Collège de France, der erste englischsprachige Inhaber dieses Lehrstuhls. Nach seinem Rücktritt vom Collège de France ging Hacking als Professor für Philosophie an die UC Santa Cruz (2008–2009). Seinen letzten Lehrauftrag nahm er 2011 als Gastprofessor an der University of Cape Town wahr. Judith Baker verstarb 2014.
Die Schwerpunkte von Hackings Arbeit lagen auf den Gebieten Wissenschaftstheorie, Sprachphilosophie, Philosophie der Mathematik und philosophische Aspekte der Psychopathologie. Er war ein Vertreter des Entitätenrealismus und wird zusammen mit Nancy Cartwright, John Dupré und Patrick Suppes der „Stanford School“ der Wissenschaftstheorie zugerechnet. Diese Schule eint der kritische Umgang mit dem reduktionistischen Ideal der Einheitswissenschaft.

## Werk

### Darstellen und Eingreifen
Ian Hackings Beitrag zur wissenschaftstheoretischen Realismus-Debatte mit dem 1983 veröffentlichten Buch Einführung in die Philosophie der Naturwissenschaften (Originaltitel: Representing and intervening) ist eine Verschiebung der Perspektive von Wissenschafts-Theorie zur Wissenschafts-Praxis.

“The lesson is: think about practice, not theory.”

In seinen eigenen historischen Betrachtungen schildert Hacking anhand einer Vielzahl von Beispielen die Vielfältigkeit der Beziehungen zwischen Beobachtung, Experiment und Theorie. Dabei bemüht er sich auch, die nicht nachweisbare Vorherrschaft der Theorie in der experimentellen Praxis gegenüber der Darstellung einer „theoretischen“ Geschichtsschreibung zu betonen.

#### Entitätsrealismus
Hacking liefert im Verlauf des Buches verschiedene Argumente gegen jedweden Theorien-Realismus. Dabei stellt er heraus, dass der klassische Realist an die Wahrheit oder Falschheit einer Theorie glaubt. Hacking selbst jedoch weicht dieser Frage aus, um die Frage nach der Realität von Entitäten, denen er einen hohen Grad von Unabhängigkeit von Theorien zugesteht, positiv zu beantworten. Dabei macht Hacking darauf aufmerksam, dass die Frage nach der Realität von Entitäten eine Existenzfrage und nicht eine Frage der Wahrheit oder Falschheit ist (wie im Falle von Theorien).

#### Sehen durch Mikroskope
Hacking negierte den Einwand von Relativisten wie Norwood Russell Hanson, Thomas S. Kuhn und Paul Feyerabend, alle Erfahrung sei theoriebeladen. Zwar bedürfe es zur Herstellung von physikalischen Instrumenten durchaus Theorie, der Blick durch das Mikroskop geschehe jedoch weitgehend theoriefrei. Der Biologe brauche nicht die Theoriekenntnisse eines Physikers oder Ingenieurs, um sich eines Mikroskops zu bedienen, ebenso wenig, wie der Laie nichts von dem Aufbau eines Fernsehgerätes verstehen müsse, um fernzusehen.
Die Realität eines mit dem Mikroskop beobachteten Objektes generiert sich nach Hacking dadurch, dass dasselbe Objekt mittels Mikroskopen verschiedener Bauart beobachtet werden kann. Der Artefaktcharakter von kleinen Punkten in Thrombozyten – unter dem Elektronenmikroskop betrachtet – wird dadurch ausgeschlossen, dass ebendiese Punkte auch mittels eines Lichtmikroskops sichtbar sind. Die Koinzidenz müsste zu groß sein, um den Realitätsgehalt der Beobachtung in Frage zu stellen.
Ebenso wie Nancy Cartwright und entgegen dem wissenschaftlichen Realismus ließ Hacking Erklärungen einen untergeordneten Wert zukommen. Der Nachweis der Existenz der oben genannten Punkte erkläre diese nicht. Ebenso wenig ist bei diesem einfachen Nachweis Theorie involviert.

#### Manipulierbarkeit als Realitätsindikator
Entitäten sind genau dann real, d. h. existent, wenn sie als Instrumente mit einem klaren kausalen Verhalten in Experimenten verwendet werden können.

“Experimenting on an entity does not commit you to believing that it exists. Only manipulating an entity, in order to experiment on something else, need do that. […] Electrons are no longer ways of organizing our thoughts or saving the phenomena that have been observed. They are ways of creating phenomena in some other domain of nature. Electrons are tools.”

Von Entitäten, die wir als „kausale Agenten“ verwenden, haben wir umfassendes Wissen; sie sind Teil des instrumentellen Apparates geworden, mit dem wir die Welt erforschen. Elektronen sind Hacking zufolge solche kausalen Agenten.

### The Social Construction of What
The Social Construction of What?, im Jahre 2000 veröffentlicht, entwickelt Hackings Beitrag zur Kontroverse zwischen dem im 20. frühen und mittleren 20. Jahrhundert vorherrschenden wissenschaftlichen Realismus und der postmodernen Gegenreaktion. In einer Neubetrachtung der sozialen Konstruiertheit von Begriffen unterscheidet Hacking die Gegenstände des Begriffs von den Vorstellungen dieser Gegenstände. Diese Trennung spielt er anhand von in der Literatur einschlägigen Beispielen durch. Dabei wählt er durchaus bewusst unbequeme Untersuchungsgegenstände, wie Kindesmissbrauch und psychische Erkrankungen und beschreibt, wie sich herrschende Vorstellungen und reale Vorkommnisse wechselseitig beeinflussen.
Im ersten Kapitel seines Buches „The Social Construction Of What?“ stellt Ian Hacking eine Analyse zu Sozialkonstruktionen vor, die im Folgenden erklärt wird:
(0) Zum jetzigen Stand der Dinge ist X als gegeben anzunehmen; X scheint unvermeidbar zu sein.
(1) X hätte nicht bestehen müssen oder hätte nicht so sein müssen, wie es jetzt ist. X oder X im jetzigen Stand der Dinge ist nicht durch die Natur der Dinge festgelegt, es ist nicht unvermeidbar.
Ian Hacking führt noch zwei weitere Thesen auf, von denen nicht immer, aber oft ausgegangen wird.
(2) X ist ziemlich schlecht, wie es jetzt ist.
(3) Wir wären besser dran, wenn X beseitigt wäre oder zumindest grundlegend verändert werden würde.
„X“ als Variable ist in diesem Zusammenhang als allgemeines Kennzeichen für eine Sozialkonstruktion anzusehen. Ein Beispiel für X ist das Sozialkonstrukt „Geschlecht“. Manche Feministen behaupten, dass (1) geschlechtsspezifische Eigenschaften und Beziehungen stark voneinander abhängig sind, dass (2) diese schlimm sind und dass (3) es besser wäre, wenn die derzeitigen geschlechtsspezifischen Eigenschaften und Beziehungen beseitigt wären oder grundlegend verändert werden würden.
Ian Hacking erläutert in seinem Buch auch den sogenannten „looping effect“. Das bedeutet, dass sich die Information über Menschen einer bestimmten Art, wie zum Beispiel einer Frau oder eines Menschen mit Behinderung, als unrichtig erweisen kann. Denn die Menschen dieser Art haben sich aufgrund ihrer Einordnung in die Gesellschaft, aufgrund ihrer Selbsteinschätzung im Kontext der Gesellschaft oder wie sie aufgrund dieser Einordnung von der Gesellschaft behandelt werden, verändert.

## Auszeichnungen (Auswahl)
- 1986: Mitglied der Royal Society of Canada
- 1991: Mitglied der American Academy of Arts and Sciences
- 1995: Korrespondierendes Mitglied der British Academy
- 2009: Holberg-Preis der norwegischen Universität Bergen
- 2012: Österreichisches Ehrenzeichen für Wissenschaft und Kunst
- 2014: Balzan-Preis für Epistemologie und Erkenntnistheorie[13]

## Werke
- Why Does Language Matter to Philosophy? Cambridge University Press, Cambridge 1975.
  - Deutsche Ausgabe: Die Bedeutung der Sprache für die Philosophie (= Philosophie, Analyse und Grundlegung Bd. 10). Aus dem Englischen übersetzt von Uta Müller. Hain, Königstein 1985, ISBN 3-445-02304-2, u. 2. Auflage, Philo Verlagsgesellschaft, Berlin 2002, ISBN 978-3-86572-119-8.
- The Logic of Statistical Inference. Cambridge University Press, 1965, 2016.
- The Emergence of Probability. Cambridge UP, 1975, 2009.
- Experimentation and Scientific Realism. In: Philosophical Topics 13 (1982), S. 71–87.
- Representing and intervening. Introductory topics in the philosophy of natural science. Cambridge UP, 1983.
  - Deutsche Ausgabe: Einführung in die Philosophie der Naturwissenschaften. Reclam, Stuttgart 1996, ISBN 3-15-009442-9.
- Making up People. In: T. Heller, M. Sosna, D. Wellbery (Hrsg.): Reconstructing Individualism. Stanford University Press, Stanford 1986, S. 222–236.
  - Deutsche Ausgabe: Leute (zurecht) machen: Making up People. Axel Dielmann, Frankfurt am Main 2000, ISBN 978-3-933974-09-9.
- The Taming of Chance. Cambridge UP, 1990.
- Lakatos’ Philosophy of Science und Einleitung. In: Ian Hacking (Hrsg.): Scientific Revolutions. Oxford UP, 1981, 1990.
- A Tradition of Natural Kinds. In: Philosophical Studies 61 (1991), S. 109–126.
- Rewriting the Soul: Multiple Personality and the Sciences of Memory. Princeton UP, 1995.
  - Deutsche Ausgabe: Multiple Persönlichkeit. Zur Geschichte der Seele in der Moderne. Hanser, München 1996, ISBN 978-3-446-18745-0.
- Mad Travellers: Reflections on the Reality of Transient Mental Illness. University of Virginia Press, 1998.
- The Social Construction of What? Harvard UP, 1999.
  - Gekürzte deutsche Erstausgabe: Was heißt ›soziale Konstruktion‹? Zur Konjunktur einer Kampfvokabel in den Wissenschaften. S. Fischer, Frankfurt am Main 1999, ISBN 978-3-596-14434-1.
- Introduction to Probability and Inductive Logic. Cambridge UP, 2001.
- Historical Ontology. Harvard UP, 2002.
  - Deutsche Ausgabe: Historische Ontologie. Beiträge zur Philosophie und Geschichte des Wissens. Chronos, Zürich 2006, ISBN 978-3-0340-0763-4.
- Why Is There Philosophy of Mathematics At All? Cambridge UP, 2014.